# Irish Soft Coated Wheaten Terrier
Der Irish Soft Coated Wheaten Terrier ist eine von der FCI anerkannte irische Hunderasse (FCI-Gruppe 3, Sektion 1, Standard Nr. 40).

## Herkunft und Geschichtliches
Von den vier Irischen Terrierrassen ist er vielleicht der älteste. Schriftliche Hinweise auf einen weichhaarigen („soft coated“) Terrier gibt es seit 200 Jahren. Ganz klar ist das allerdings nicht, da alle Terrierrassen eng verbunden sind. Er stammt aus den südirischen Grafschaften Kerry und Cork und ist mit dem Kerry Blue Terrier und dem Irish Terrier verwandt.

## Beschreibung
Der Irish Soft Coated Wheaten Terrier wird bis zu 48 cm groß und 20 kg schwer. Das Haar fühlt sich in der Textur weich und seidig an, nicht harsch, ohne Unterwolle, in Weizenfarbe jeder Schattierung. Der junge Hund ist dunkel, erst das Fell beim ausgewachsenen Hund ist richtig weizenfarbig und wellig oder offen gelockt. Der Wheaten haart nicht und wechselt nicht zwischen Sommer- und Winterfell. Die Fellpflege muss ganz regelmäßig erfolgen (Kämmen, Bürsten und Schneiden), da er sehr schnell verfilzt. Die Ohren sind klein nach vorne fallend. Der Charakter des Wheaten wird im Allgemeinen als fröhlich, menschenfreundlich, furchtlos und sehr lernfähig, wobei etwas eigensinnig, beschrieben.

## Verwendung
Ursprünglich verwendet als Bauern-, Hof- und Jagdhund, leben viele Hunde dieser Rasse heute als Familienhund.
Er ist, seine Verteidigungsbereitschaft nutzend, als Wachhund einsetzbar.

## Erbkrankheiten
Die Familiäre Proteinverlust-Enteropathie und Proteinverlust-Nephropathie geht mit einem Eiweißverlust über den Darm und die Nieren einher. Sie ist vermutlich eine Sonderform der Inflammatory Bowel Disease.